# بریوزوفکا (شهرستان کارماسکالینسکی، باشقیرستان)
بریوزوفکا (انگلیسی: Beryozovka, Karmaskalinsky District, Republic of Bashkortostan) یک شهرک در شهرستان کارماسکالینسکی استان باشقیرستان کشور روسیه است.